# Musallā

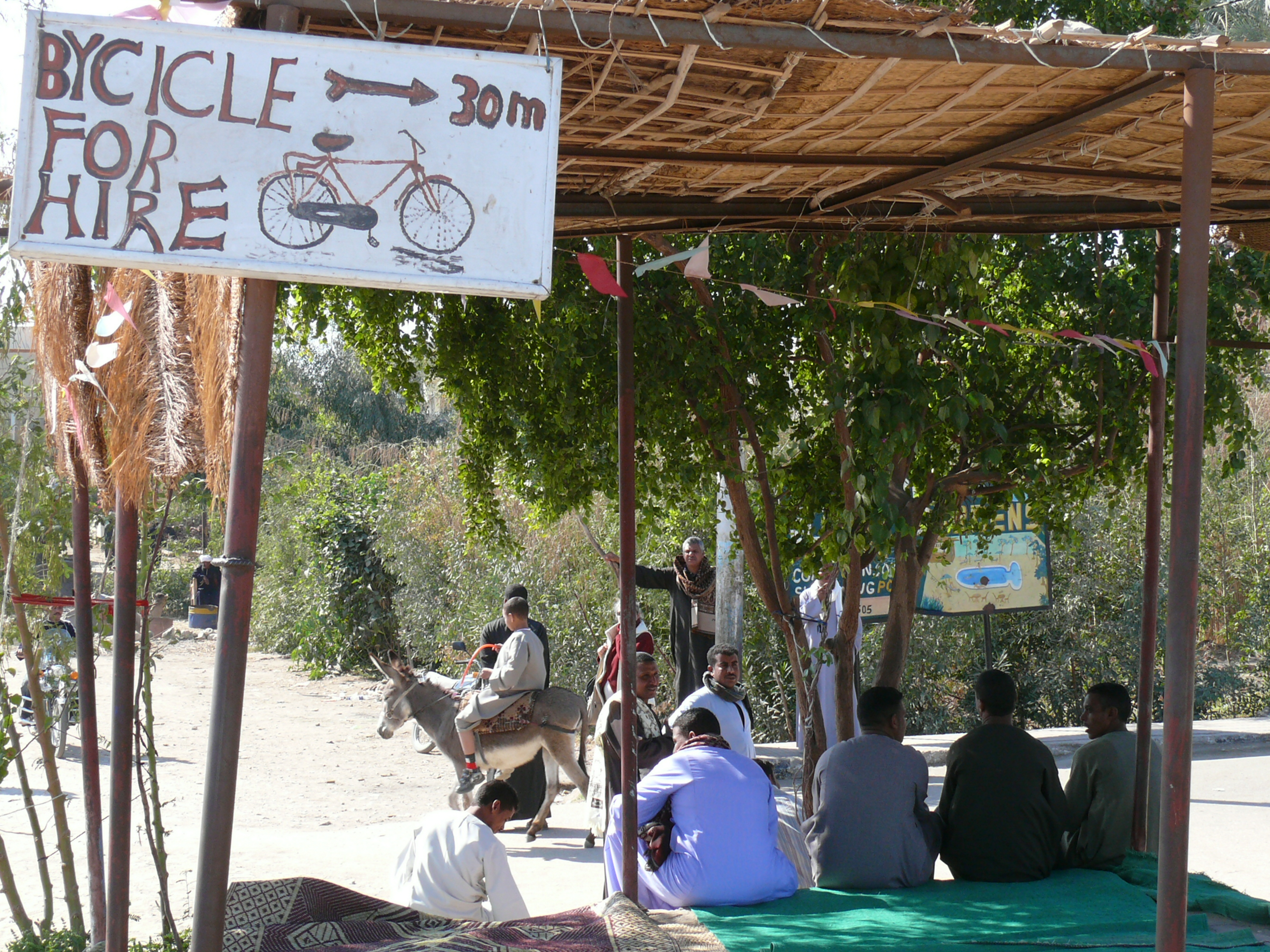
Provisorische Musallā mit Teppichen und Sonnendach in Theben-West (Ägypten)

al-Musallā, arabisch المصلى, DMG al-muṣallā ist aus dem Verb sallā / صلى / ṣallā / ‚beten‘ abgeleitet und bezeichnet im Islam eine offene Gebetsstätte bzw. einen Gebetsplatz außerhalb der Moschee.

## al-Muṣallā im Koran und in der Prophetenpraxis
In Sinne einer offenen Gebetstätte kommt das Wort im Koran einmal vor:

„Macht euch aus dem (heiligen) Platz Abrahams eine Gebetsstätte!“

Nach der Ankunft Mohammeds in Medina versammelte sich die muslimische Gemeinde zum gemeinsamen Gebet zunächst auf einem offenen Platz südöstlich der Stadt, die als „musallā der Banū Salima“ – die Gebetsstätte (auf dem Gebiet) des Stammes der Banu Salima – bekannt war.
Sie war zur Zeit Mohammeds ein großer, offener Platz zwischen dem Marktplatz der Banū Qainuqāʿ und dem Markt von Medina. Der Prophet selbst soll dieses Gebiet wie folgt beschrieben haben: „der Gesandte Gottes ging zur Musallā hinaus und sprach: das ist der Platz, wo wir (Gott) um Regen bitten. Dies ist unsere Muṣallā für unsere Opfertiere und wo wir das Fasten brechen. Nichts davon darf eingegrenzt oder weggenommen werden.“ Demzufolge sind Opfertiere an diesem Festtag an der Musallā geschlachtet worden. Das im islamischen Gebetsritual als Sunna eingestufte Gebet bei Regennot (ṣalāt al-istisqāʾ) verrichtete man daher ebenfalls an diesem Ort. Bei den Hanafiten und Hanbaliten sind diese Gebete gemäß überlieferter Prophetenpraxis Sunna. Die Malikiten stufen sie als empfehlenswerte Handlung ein. asch-Schāfiʿī führt in seinem Rechtswerk aus, dass nur die Einwohner von Mekka an den genannten Feiertagen die Gebete in den Moscheen verrichteten. Der islamischen Tradition zufolge gilt die Muṣallā auch als Hinrichtungsort; zur Zeit des Propheten habe man einen Ehebrecher auf der Muṣallā von Medina gesteinigt.

## al-Musallā in der Geschichte und Jurisprudenz
In der Rechtslehre blieb es – trotz überlieferter Prophetenpraxis – umstritten, ob große Gemeinschaftsveranstaltungen in der Moschee oder auf dem großen „freien Platz“ as-sahra' / الصحراء / aṣ-ṣaḥrāʾ / ‚Steppe; auch Wüste‘ stattfinden dürfen. Eine solche, in der Rechtsliteratur umstrittene Muṣallā gab es in Córdoba, zwischen der Hauptmoschee und dem Guadalquivir.
Die Musallā gehörte allmählich zum Stadtbild der großen Zentren der islamischen Welt, die ausschließlich an den oben genannten großen Feiertagen benutzt und zum Teil durch Mauer von der profanen Welt abgegrenzt worden ist. Im 10. Jahrhundert entstand unter Al-Muʿizz ibn Bādīs az-Zīrī die Muṣallā bei Kairouan, der Fatimidenkalif al-ʿAzīz ließ gegen 990 die außerhalb der Stadtmauer von Kairo von seinem Vorgänger geschaffene Musallā erneuern und nebst Kanzel und Gebetsnische einen Platz für den Gebetsrufer und für die islamischen Würdenträger errichten.
Große offene Gebetsplätze oder gar Gärten gibt es heute noch im Iran, etwa in Schiraz oder Teheran. Eine berühmte Muṣallā gab es auch in Konya. In Bosnien waren mehrere Musallā zur Verrichtung des Gebets bis in die neuste Zeit hinein noch in Gebrauch. 
Provisorisch aufgestellte Musallā sind in den arabischen Ländern heute keine Seltenheit; eine mit Matten und Teppichen ausgelegte Fläche mit Sonnenschutz dient als Musallā (siehe Bild).
Musallā bezeichnet auch einen Steinblock, auf dem Muslime ihre Toten vor der Beerdigung aufbahren.